# 白川趙氏
白川趙氏（ペクチョンジョし、ペチョンジョし、朝鮮語: 백천조씨、배천조씨）は、朝鮮の氏族の一つ。本貫は黄海南道白川郡である。2015年の調査では、76,155人である（うち「白川」を「ペクチョン」と読むのは75,978人、「ペチョン」と読むのは177人）。
始祖は、中国・宋の皇帝、趙匡胤の長男の趙徳昭の三男の趙之遴である。趙之遴は、979年に戦乱を避けるため高麗に移住し、黄海道白川郡に定着し、顕宗時代に金紫光禄大夫、左僕射、参知政事を務めた。

## 集姓村
- 京畿道驪州郡加南面金塘里
- 仁川広域市江華郡両寺面橋山里
- 忠清南道青陽郡化城面広坪里
- 黄海道延白郡道村面馬泉里
- 平安南道龍岡郡大代面花島里[2]